# Cristian Vogel
Cristian Vogel (né en 1972 à Santiago, au Chili) est un DJ, compositeur et producteur britannique de musique électronique.

## Biographie
Vogel est né au Chili, mais a grandi à Birmingham et Brighton. À partir de 1991, il étudie la musique du XXe siècle à l'Université du Sussex. Avec Si Begg, il dirige le label de cassettes D & C Sight And Sound dans le cadre du Cabbage Head Collective. Après avoir vécu à Berlin et Barcelone, il vit et travaille désormais à Copenhague,,.
Une étiquette blanche publiée au début des années 1990 est considérée comme la première sortie non officielle. En 1993, son premier album auto-édité Inevitable Technology sort sous forme de cassette audio sur le label D & C Sight and Sound. En 1993 et 1994, Vogel publie plusieurs EP sur le prestigieux label Mille Plateaux. Il fonde également le label Mosquito Records avec Si Begg. Une collaboration avec Thomas P. Heckmann suit également. En 1994 sort également le deuxième album de Cristian Vogel, Beginning to Understand. À partir de là, Cristian Vogel est sollicité comme DJ dans toute l'Europe. À partir de 1994, il s'associe en parallèle avec son ancien partenaire de label Si Begg pour former le projet Blue Arsenal. Sous ce nom, 5 EP sortent, entre autres sur le label berlinois Tresor Records et sur son propre label Mosquito Records. En 1997, il commence à collaborer avec le chanteur britannique Jamie Lidell sous le nom de Super Collider. En 1998, il en résulte 2 albums et 6 EP. Plus tard, des productions de musique avant-gardiste pour le cinéma et le théâtre sont venues s'y ajouter.

## Discographie

### Albums studio
- 1994 : Beginning to Understand (Mille Plateaux)
- 1995 : Absolute Time (Tresor Records)
- 1996 : Specific Momentific (Mille Plateaux)
- 1996 : Body Mapping (Tresor Records)
- 1997 : All Music has come to an End (Tresor Records)
- 1999 : Busca Invisibles (Tresor Records)
- 2000 : Rescate 137 (Novamute)
- 2002 : Dungeon Master (Tresor Records)
- 2005 : Station 55 (Novamute)
- 2007 : Music For The Creations of Gilles Jobin (Station 55 Records)
- 2007 : The Never Engine (Tresor Records)
- 2010 : Black Swan (Sub Rosa)
- 2012 : The Inertials (Shitkatapult)
- 2013 : Eselsbrücke (Sub Rosa)
- 2014 : Moved By Magnets (sous SGR* ^ CAV ; The Tapeworm)
- 2014 : Polyphonic Beings (Shitkatapult)
- 2016 : The Assistenz (Shitkatapult)
- 2024 : NEL Adventures (EPM Music)

### EP
- 1994 : Infra EP (Magnetic North)
- 1994 : Lambda EP (Magnetic North)
- 1994 : Intersync EP (Force Inc. Music Works)
- 1994 : Narco Synthesis EP (Ferox)
- 1995 : Conscious Arrays EP (Force Inc)
- 1997 : Two Fat Downloads 88 EP (Primevil)
- 1999 : Boom Busine EP (Mosquito)
- 2009 : Crust Cloud Chunks (Snork Enterprises)
- 2010 : Time to Feed the Alien EP (Snork Enterprises)
- 2015 : 1994 EP (Edition Cristian Vogel)

### Singles
- 1994 : We equate Machines with Funkiness (Mosquito)
- 1994 : Tales from the Heart (Force Inc)
- 1995 : Defunkt #1 (Solid)
- 1995 : Artists in Charge of Expert Systems (Mosquito)
- 1996 : The Visit: Defunkt #2 (Solid)
- 1996 : Demolish Serious Culture (Sativae)
- 1998 : Defunkt Remixes (Solid)
- 1998 : Syncopate to Generate (Sativae)
- 1999 : General Arrepientase (Tresor)
- 2000 : Whipaspank (Novamute)
- 2001 : La Isla Piscola (Novamute)
- 2001 : Me and My Shadow (Novamute)
- 2001 : Sirius Is A Freund (Archiv #01) (Tresor)
- 2004 : The Second Paper (NIT)
- 2005 : 1968.Holes (Novamute)
- 2009 : Crust Cloud Chunks Remixes (Snork Enterprises)
- 2009 : Endless Process EP (Artifexbcn Records)
- 2012 : Enter The Tub (Shitkatapult)
- 2015 : Arcane Trax (Heraldic.SPb)